# Canton (Massachusetts)
Canton es un pueblo ubicado en el condado de Norfolk en el estado estadounidense de Massachusetts. En el Censo de 2010 tenía una población de 21.561 habitantes y una densidad poblacional de 424,45 personas por km².

## Geografía
Canton se encuentra ubicado en las coordenadas 42°10′33″N 71°7′31″O / 42.17583, -71.12528. Según la Oficina del Censo de los Estados Unidos, Canton tiene una superficie total de 50.8 km², de la cual 48.68 km² corresponden a tierra firme y (4.16%) 2.11 km² es agua.

## Demografía
Según el censo de 2010, había 21.561 personas residiendo en Canton. La densidad de población era de 424,45 hab./km². De los 21.561 habitantes, Canton estaba compuesto por el 84.75% blancos, el 6.32% eran afroamericanos, el 0.11% eran amerindios, el 6.12% eran asiáticos, el 0.01% eran isleños del Pacífico, el 0.99% eran de otras razas y el 1.7% pertenecían a dos o más razas. Del total de la población el 2.76% eran hispanos o latinos de cualquier raza.